# 오에촌 (오카야마현)
오에촌(大江村)은 오카야마현 오다군에 설치되었던 촌이다. 현재의 이바라시의 일부에 해당한다.

## 역사
- 1889년 6월 1일 - 정촌제 시행에 의해 오다군 촌오에촌이 발족하였다.
- 1953년 4월 1일 - 시쓰키군 이하라정, 니시에바라정, 다카야정, 에바라촌, 기노코촌, 아가타누시촌, 아오노촌, 야마노우에촌, 이나쿠라촌과 합병, 시로 승격해 이하라시가 신설하여 폐지되었다.

## 참고문헌
- 角川日本地名大辞典 33 岡山県
- 『市町村名変遷辞典』東京堂出版、1990年。